# 김재경 (운동가)
김재경(金在暻, 1954년 ~ )은 대한민국의 남성주의 운동가이다.

## 활동
- 한국동방문화연구소 소장
- 1999년 여성계의 군 가산점 폐지 운동에 반대
- 1999년 한국남성협의회 창립에 참여[1]
- 여성주의 운동가들의 호주제 폐지 운동과 여성 우대 정책에 반대하였다.
- 2000년 - 2003년 한국남성협의회 공동대표

## 저서
- 《여성운동은 남성권익 침탈극이다》